# Red Dot Design Museum

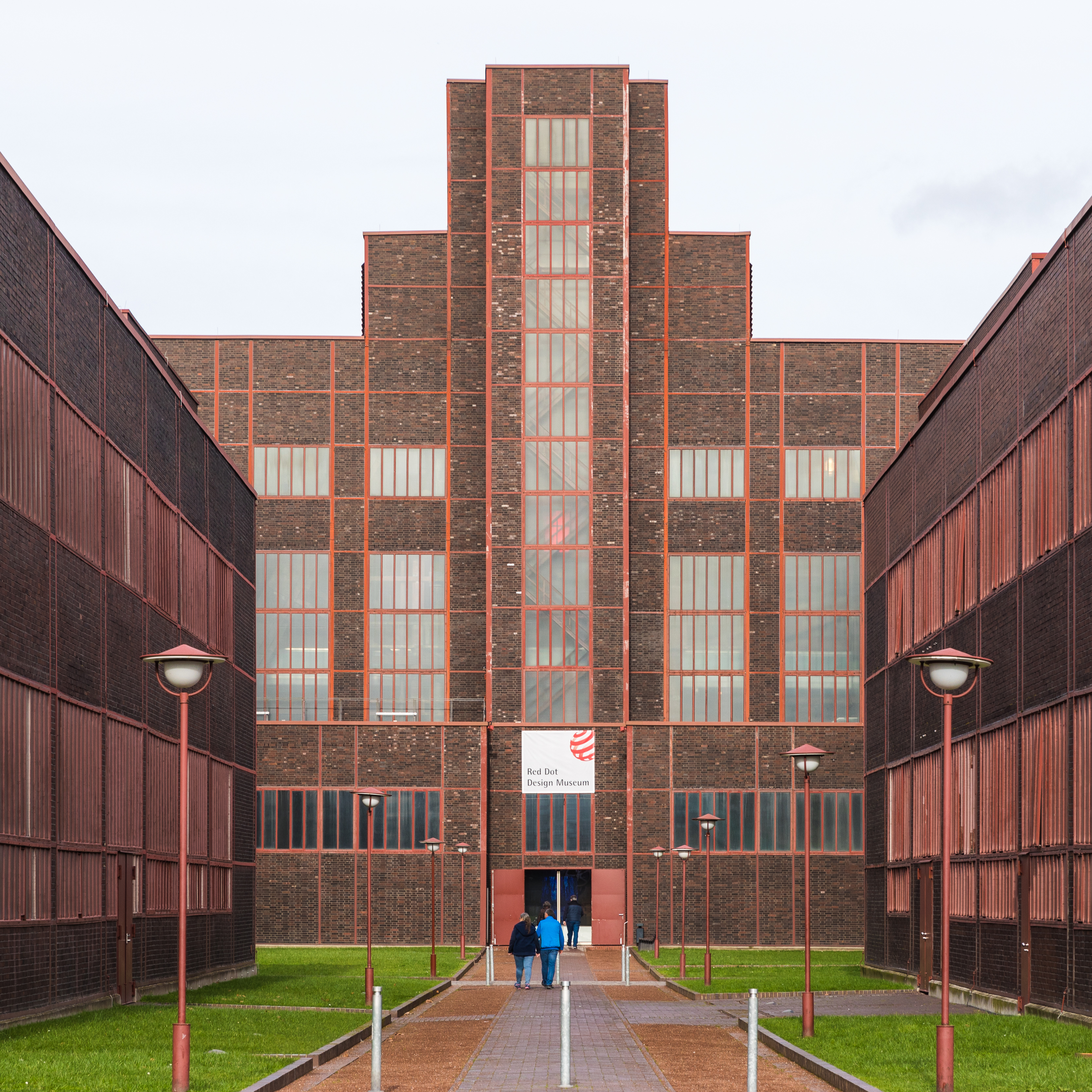
Red Dot Design Museum im ehemaligen Kesselhaus

Das Red Dot Design Museum ist ein vom Design Zentrum Nordrhein Westfalen e. V. betriebenes Designmuseum in Essen. Das Museum befindet sich seit 1997 im ehemaligen Kesselhaus der Zeche Zollverein, das von Norman Foster für den neuen Zweck umgestaltet wurde.

## Geschichte

### Gründung
Am 30. Juli 1954 wurde auf Initiative von Carl Hundhausen, Leiter der Abteilung für Presse und Werbung der Friedrich Krupp AG, der Verein Industrieform e. V. in Essen gegründet. Der Verein hatte den Zweck, die gute Form zu suchen und diese in einer Ausstellung zu zeigen. „,Industrieform‘ dokumentiert, dass es im Ruhrgebiet kein sogenanntes ,Gelsenkirchener Barock‘ zu geben braucht; dass die Formen und Dinge, mit denen sich anständig, gut und ehrlich, ja auch schön leben lässt, da sind.“ (Gerhard Schöne: Süddeutsche Zeitung vom 12. Oktober 1955). In einem fortan jährlich ausgeschriebenen Wettbewerb, heute als Red Dot Design Award bekannt, wurden erstmals im Jahr 1955 Industrieprodukte von einer Jury ausgewählt. Zu den ersten Mitgliedern gehörten Otto Bartning, Jupp Ernst, Alfred Hentzen, Walter Passarge, Hermann Schardt, Mia Seeger und Hans Schwippert.
Am 5. Oktober 1955 wurde die Ständige Schau formschöner Industrieerzeugnisse im Kleinen Haus der Villa Hügel, dem Stammsitz der Familie Krupp, eröffnet. Sie galt als Musterpräsentation mit Vorbildcharakter für Industrie und Verbraucher und war Teil des Imagewandels von Krupp nach dem Zweiten Weltkrieg. „Die Villa Hügel, die im Ausland vielfach als Symbol des Deutschen Militarismus und der Dominanz der Deutschen Schwerindustrie negative Assoziationen hervorgerufen hatte, sollte Aushängeschild deutscher Modernität und Offenheit werden.“ (Heinrich Theodor Grütter (Hrsg.): Vom Haus Industrieform zum Red Dot Design Museum. Eine Essener Designgeschichte. Kleine Schriften des Ruhr Museums, Band 3. Klartext Verlag, Essen, 2015, S. 27) 665.000 Besucher sahen die Ausstellung in den ersten fünf Jahren. Firmen wussten die Beteiligung an dem Wettbewerb und die Auszeichnung schnell zu schätzen. Sie zahlten Miete für die Ausstellungsflächen und finanzierten dadurch die Aktivitäten des Vereins.

### Ortswechsel und Weiterentwicklung
Als die Firma Krupp für ihr 150-jähriges Bestehen 1961 im Kleinen Haus der Villa Hügel ein Museum zur Firmengeschichte plante, erhielt der Verein Industrieform die Kündigung. Die Produktausstellung zog in die Alte Synagoge, erweitert um Designpräsentationen aus dem europäischen Ausland. Am 18. Januar 1979 zerstörte nach einem Kurzschluss ein Brand den Großteil der Sammlung.
Mit der Wiedereröffnung am 9. November 1980 im Amerikahaus Ruhr und Sonderausstellungen über die Gestaltung von Plastiktüten, Autoaufklebern oder Gebrauchslösungen richtete sich der Verein auch direkt an Verbraucher. Zusätzlich schufen die 1978 mit Herbert Hirche erstmals veranstalteten Design-Gespräche eine Diskussionsplattform über die wirtschaftliche Funktion von Design.
Mehr Platz bot ab 1988 die ehemalige Stadtbibliothek. Auch inhaltlich orientierte man sich neu: Design als Mittel für den Unternehmenserfolg. Dies führte 1990 zur Umbenennung in Design Zentrum Nordrhein Westfalen. Der Rollenwechsel gelang durch Einbindung in die regionale Wirtschaftsführung und eine Anschubfinanzierung des Landes Nordrhein-Westfalen. Das neue Corporate Design entwarf Otl Aicher in Form eines schwarzen bzw. orangen Punktes, der dem Schriftzug beigeordnet wurde. Daraus entwickelte sich 1991 der rote Punkt als Symbol der Auszeichnung des Design-Wettbewerbs, 1994 noch von Kurt Weidemann überarbeitet. 1993 wurde der Deutsche Preis für Kommunikationsdesign ins Leben gerufen, heute bekannt als Red Dot Award: Communication Design.
Anfang der 1990er Jahre kam die 1986 stillgelegte Zeche Zollverein als Design-Standort ins Gespräch. Das Design Zentrum Nordrhein Westfalen wurde der erste Ankermieter. Am 29. April 1997 eröffnete die Design-Ausstellung im ehemaligen Kesselhaus.

### Dachmarke
Als Peter Zec 1991 die Leitung des Design Zentrums Nordrhein Westfalen antrat, änderte er die Farbe des Punktes im Logo der Institution in Rot, angeregt durch den roten Punkt, der in Galerien ein Bild als verkauft ausweist. Bis zum Jahr 2000 übersetzte jeder Preisträger "Roter Punkt" in seine jeweilige Muttersprache. Zec begründete die international einheitliche Benennung in Red Dot. Den Markenauftritt gestaltete Peter Schmidt, auch den roten Punkt in Form einer Kugel. Unter der Dachmarke Red Dot firmieren seither Designwettbewerbe, Publikationen im eigenen Verlag, Design-Portale und drei Design-Museen.

## Architektur
Das Kesselhaus ist eine dreischiffig aufgebaute Stahlfachwerkhalle. Sie wurde 1928/29 von den Architekten Fritz Schupp und Martin Kremmer im Stil der Neuen Sachlichkeit erbaut und diente der Zeche Zollverein als Energiezentrale. Das schmalere Mittelschiff ragt über die Seitenschiffe hinaus und wird in der Vorderansicht durch einen der Halle vorgestellten Treppenturm akzentuiert. Seitlich wird der überhöhte Teil des Mittelschiffs begleitet durch halbhohe, schmale Aufsätze über den Seitenschiffen, die sich über die ganze Tiefe der Halle erstrecken und den Giebeln des Kesselhauses eine treppenförmige Gestalt verleihen. In den Seitenschiffen sind fünf Steilrohrkessel untergebracht, von denen einer vollständig erhalten ist.
Für die Nutzung als Design Museum wurde das Gebäude nach Plänen von Norman Foster umgebaut. Die Architektur ist heute geprägt von den denkmalgerecht erhaltenen Steilrohrkesseln, die der Architekt entkernte, rostigen Stahlträgern, roten Ziegelsteinwänden, frei tragenden Galerien, Beton und einem gläsernen Aufzug. Der Schürerstand im Mittelschiff ist das markante Zentrum des Gebäudes.

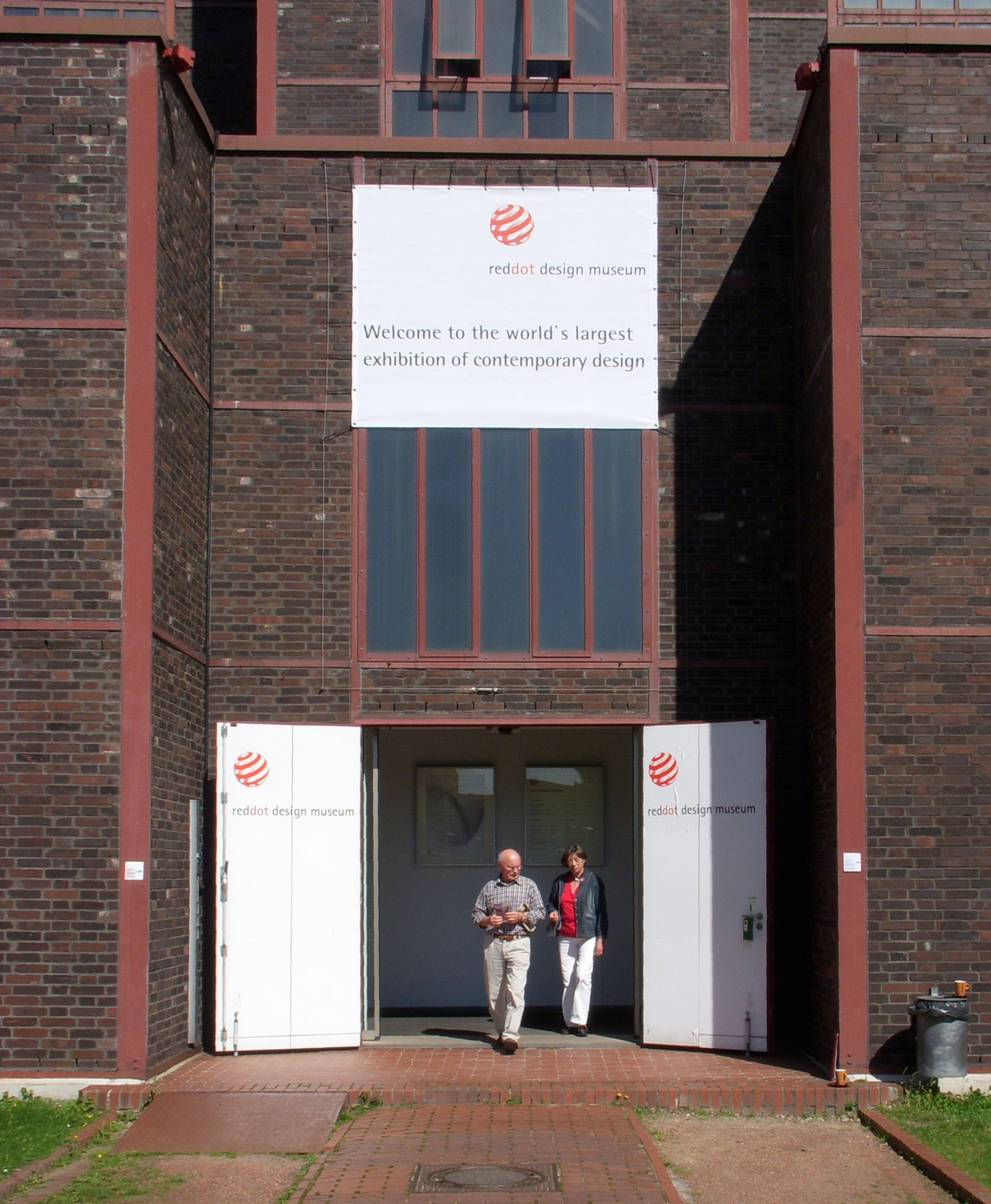
Eingang des Museums
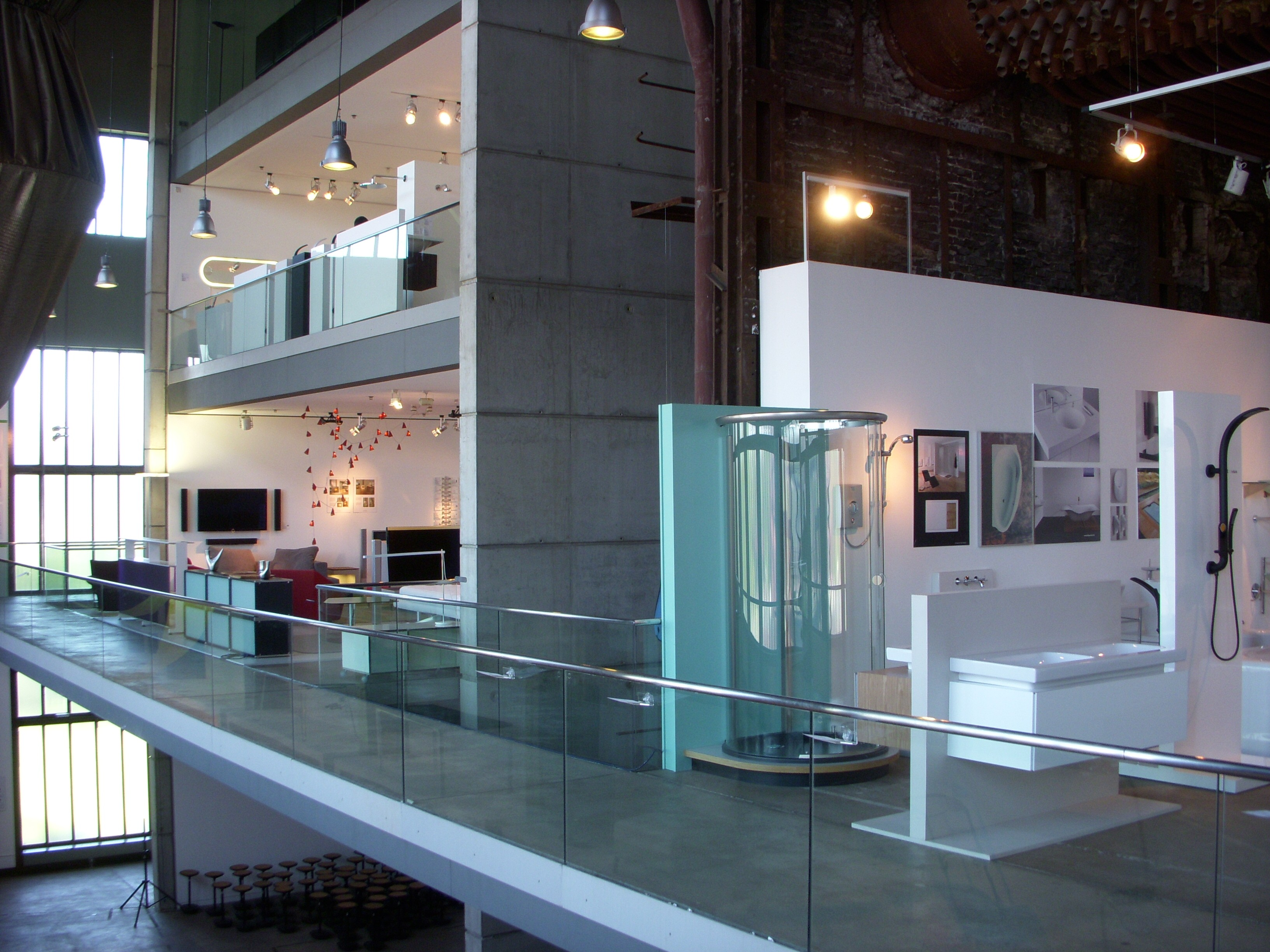
Ausstellungsgalerien
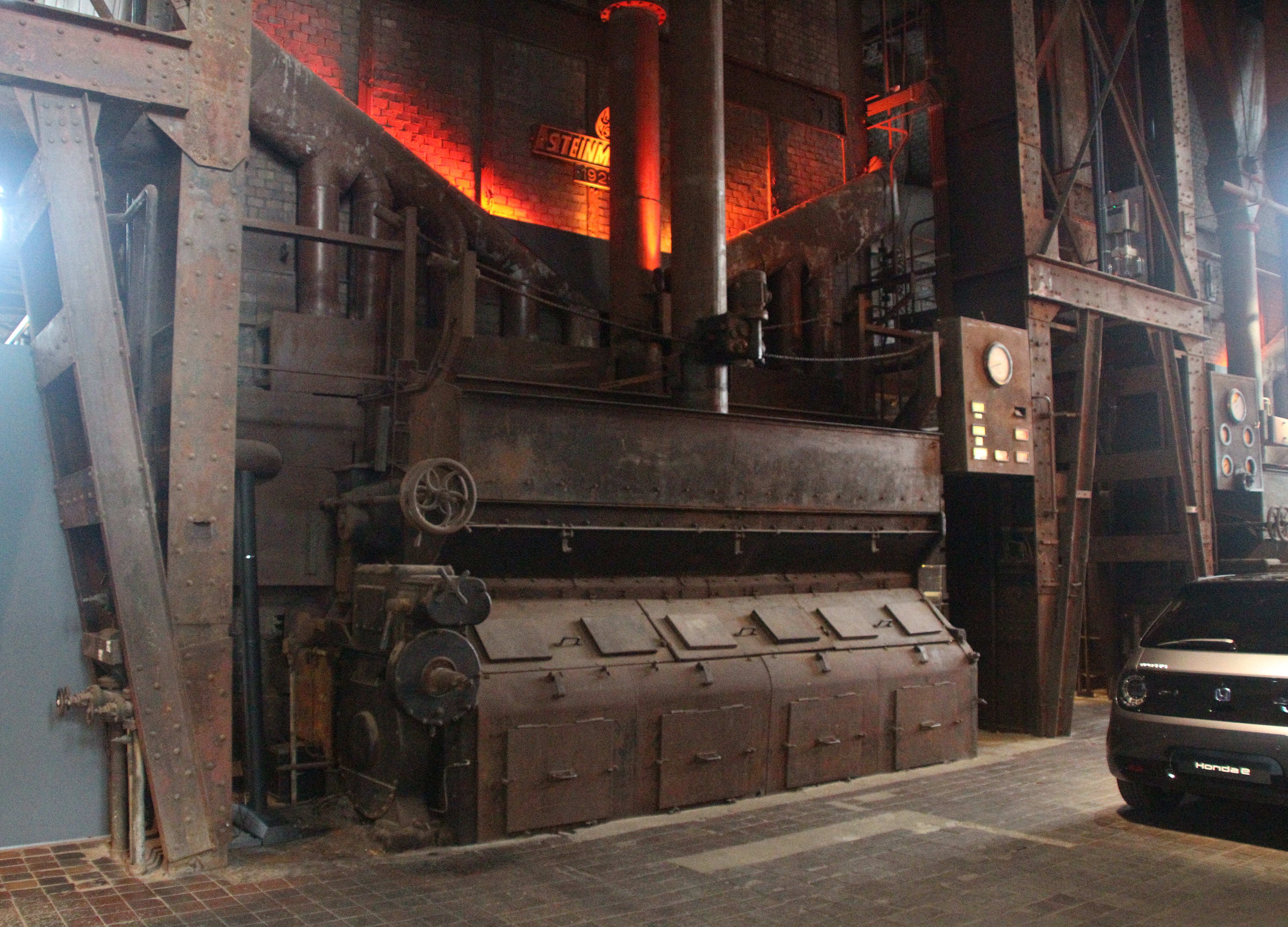
Erste Etage (2020)
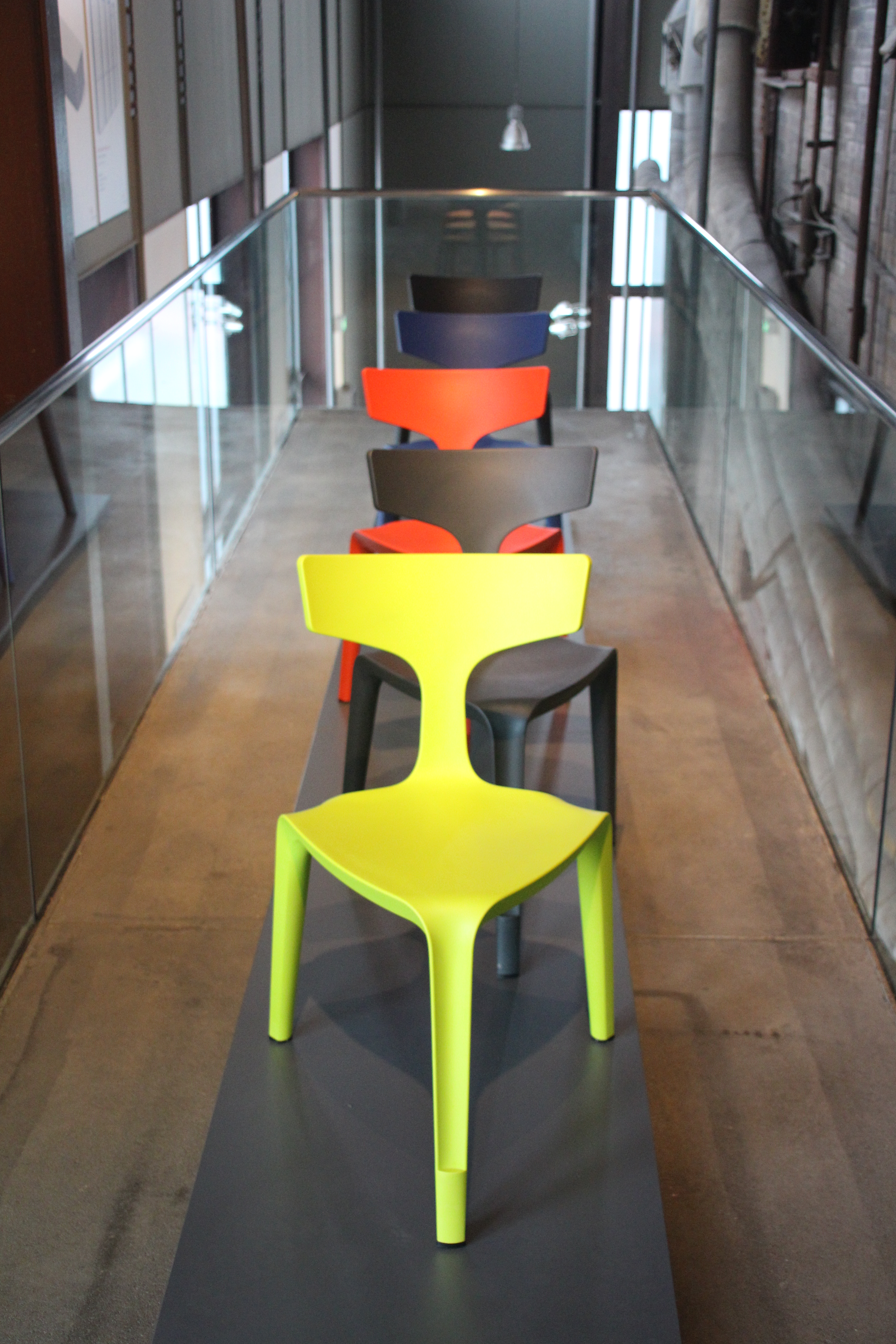
Dritte Etage (Teil; 2020)
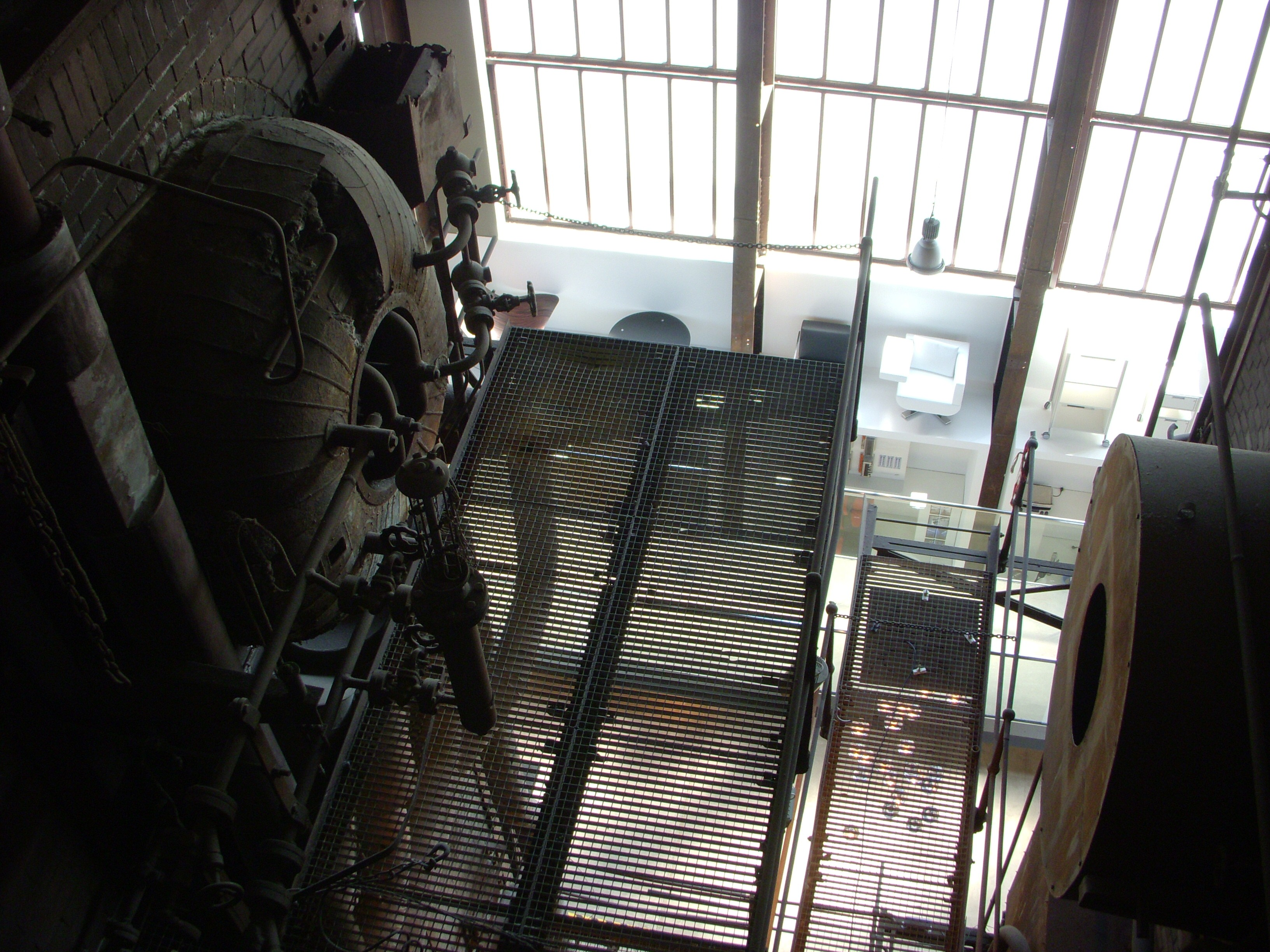
Blick von oben
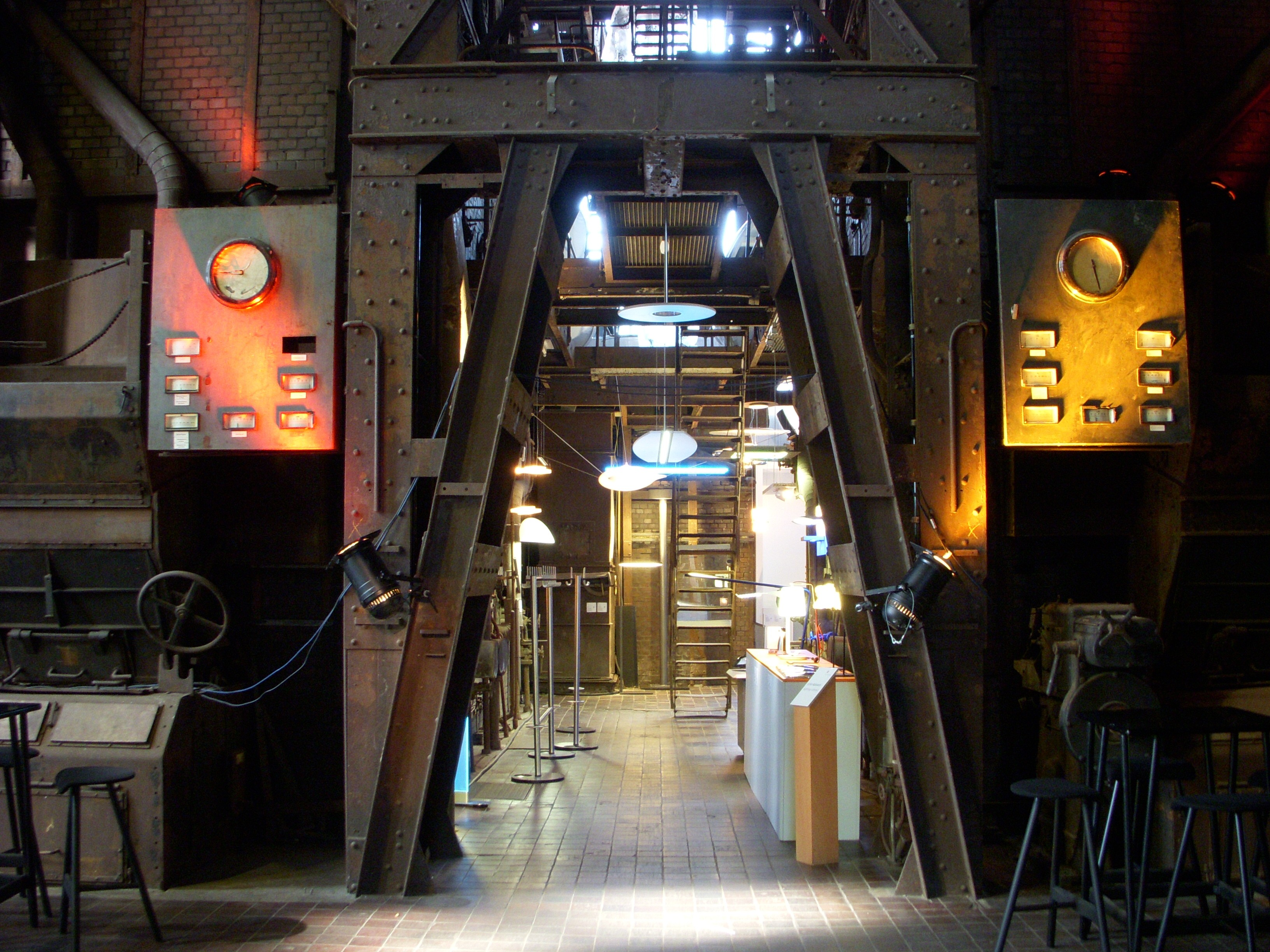
Exponate in alten Einbauten

## Ausstellungen
Das Red Dot Design Museum zeigt auf rund 4.000 Quadratmetern ca. 2.000 Exponate zeitgenössischen Designs. Die Ausstellung gilt als weltweit größte ihrer Art. Zusätzlich zu der ständigen Ausstellung informieren Sonder- und Wanderausstellungen über kulturelle oder länderspezifische Besonderheiten und aktuelle Designtrends. Um Designqualität zu vermitteln, können alle Exponate angefasst werden.

### Ständige Ausstellung
Die ständige Ausstellung beinhaltet Exponate, die im Red Dot Design Award eine Auszeichnung erhalten haben. Sie umfasst Gegenstände zeitgenössischen Industriedesigns  aus unterschiedlichen Bereichen wie Möbel, Leuchten, Haushaltsgeräte, Unterhaltungselektronik, Medizintechnik oder Fahrzeuge. Alltagsgegenstände aus rund 45 Nationen sind vertreten.
Einmal jährlich bewertet eine Jury aus Design-Professoren, Designern und Fachjournalisten die Wettbewerbsbeiträge des Red Dot Design Awards nach Gestaltungskriterien wie Innovationsgrad, Funktionalität, Langlebigkeit oder Selbsterklärungsqualität. Alle ausgezeichneten Produkte werden in einer Sonderausstellung gezeigt. Anschließend werden sie für mindestens ein Jahr Teil der Dauerausstellung.
Zu den Highlights zählen u. a. die von der Decke hängende Vollaluminiumkarosserie eines Audi A8 aus dem Jahr 1993, ebenso die "Spacewalker"-Leuchten des belgischen Herstellers Dark NV von 2009 und eine sieben Meter hohe Skulptur aus Papierblättern nach einem Entwurf von Yao Yingjia, Chefdesigner des PC-Herstellers Lenovo (2013).

### Sonderausstellungen
Neu ausgezeichnete Produkte werden vier Wochen im Sommer gesondert präsentiert. Eine extra Ausstellung zeigt die im Red Dot Design Award ausgezeichneten Kommunikationsdesigns. Zusatz-Ausstellungen widmen sich Themen, Ländern, Trends, Designern und Marken, so die Retrospektive zu Tõnis Käo (2016), Präsentationen zu Gestaltungstrends aus Taiwan oder zu Smart Materials.

### Wanderausstellungen
Landesspezifische oder themenorientierte Sammlungen zeigt das Red Dot Design Museum an Standorten im In- und Ausland, zuletzt im Designforum Wien, Museum für Kommunikation Berlin, Xiamen International Conference & Exhibition Center (XICEC), Hong Kong  Design Institute (HKDI) oder Cube Design Museum, Kerkrade.

## Weitere Standorte
Seit 2005 stellt das Red Dot Design Museum in Singapur Konzepte und Prototypen aus, die im Red Dot Award: Design Concept einen Preis erhielten. Auch  Preisträger aus den Bereichen Produkte und Kommunikationsdesign sind zu sehen. Das Museum ist Teil des red dot traffic, Kreativzentrum des Stadtstaats, ehemals Sitz der Hauptzentrale der Verkehrspolizei. 2013 eröffnete ein weiterer Standort im Songshan Cultural and Creative Park in Taipeh. 2016 wurde die Red Dot Design Area Taipei Teil des Taiwan Design Museums. Gezeigt werden wechselnde Ausstellungen zu Produkt- und Kommunikationsdesign.
Siehe auch: Liste der Sehenswürdigkeiten in Essen